# Chris Patterson

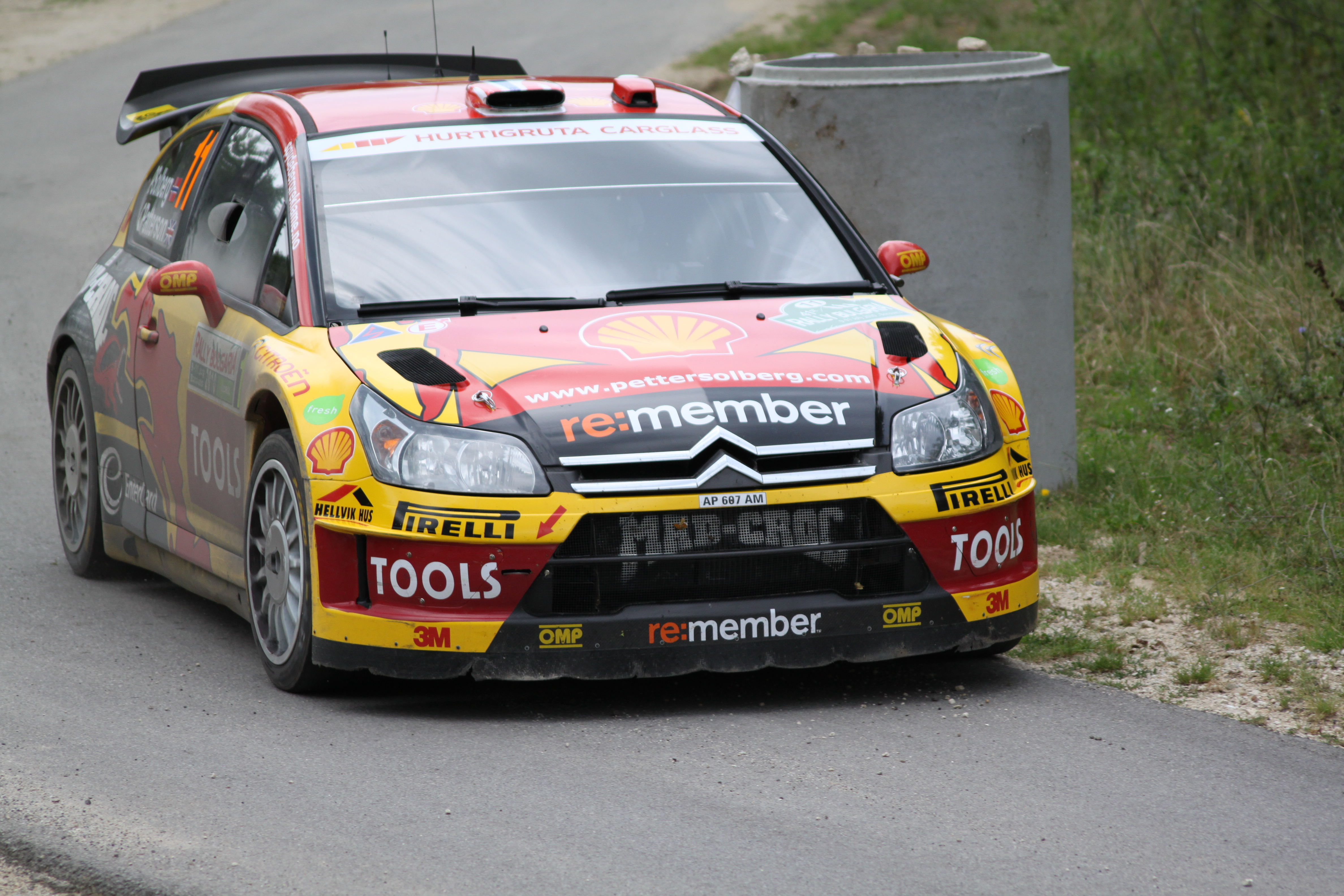
Petter Solberggel a 2010-es bolgár ralin

Chris Patterson (1968. június 9. –) brit rali-navigátor. Jelenleg ő Petter Solberg navigátora a rali-világbajnokság versenyein.

## Pályafutása
1993-ban debütált a rali-világbajnokságon Mike Rimmer navigátoraként.
2006-ban Nászer el-Attija-al a rali-világbajnokság N csoportos értékelésének bajnoka volt. Al-Attíja társaként ötször (2005, 2006, 2007, 2008, 2009) nyerte meg a közel-keleti ralibajnokságot.
2010-ben, Phil Mills visszavonulása után Petter Solberg őt választotta navigátorának. Első közös világbajnoki versenyükön, a 2010-es bolgár ralin a harmadik helyen végeztek.
Pályafutása alatt olyan jelentős versenyzőknek navigált, mint Alister McRae, David Higgins, Kris Meeke, Niall McShea és Nászer el-Attija.

## Külső hivatkozások
- Profilja a rallybase.nl honlapon
- Profilja a ewrc-results.com honlapon
- Profilja a pettersolberg.com honlapon